# Aloyse Hentgen
Pour les articles homonymes, voir Hentgen.
Aloyse Hentgen, né le 16 juillet 1894 à Reckange-sur-Mess et mort le 1er décembre 1953, est un avocat, résistant et homme politique luxembourgeois.
Membre de la Chambre des députés de 1933 à 1939 puis de 1945 à 1948, il est nommé ministre des Affaires économiques et de l'Agriculture dans le gouvernement de Pierre Dupong entre 1948 et 1950 au lendemain de la Seconde Guerre mondiale.

## Biographie
Originaire de Roedgen, un village et une section de commune de Reckange-sur-Mess dans le Sud-Ouest du pays, Aloyse Hentgen fait ses études de 1913 à 1916 à Paris en France puis à Fribourg en Suisse où il obtient une licence en droit. Il prête le serment d'avocat et devient membre du barreau de Luxembourg le 13 juillet 1917.
Pendant ses années d'étudiant, il est membre de plusieurs organisations étudiantes dont l'Akademikerverein — une association qui précède l'Association luxembourgeoise des universitaires catholiques (lb) créée en 1948 —, officiellement indépendante mais proche du Parti de droite, qu'il préside à partir de 1917. Cela lui permet d'entrer en contact avec la vie politique et d'y être qualifié de « catholique et nationaliste ». Il tente de défendre la grande-duchesse Marie-Adélaïde contre les attaques de la gauche et est alors considéré comme un contre-révolutionnaire et réactionnaire en opposition avec le rattachement à la Belgique. À la suite des élections législatives de 1934, il remplace Eugène Dondelinger (lb) en tant que député à la Chambre où il représente le Parti de la droite pour la circonscription Sud.
Le 29 février 1920, il fait partie des membres fondateurs de la première compagnie d'assurance d'origine luxembourgeoise, La Luxembourgeoise (lb) (Lalux). Il devient alors président du conseil de surveillance et plus tard administrateur adjoint de la division des assurances en 1923 puis de la division bancaire en 1933.
En ce qui concerne le sport, le 10 décembre 1933, Aloyse Hentgen est l'un des membres fondateurs de la Fédération luxembourgeoise de basket-ball et en préside le comité de 1933 à 1936. Il s'engage également dans le scoutisme. À la fin de la Seconde Guerre mondiale, il est chef scout de 1944 à 1948 puis commissaire général au sein de l'association des Guides et scouts du Luxembourg (lb).
Pendant la Seconde Guerre mondiale, Aloyse Hentgen est démis de ses fonctions d'avocat et déporté par la Gestapo avec sa famille en Allemagne de 1942 à 1945. Avant son arrivée dans un camp de concentration, il est secouru par le Dr Hedfeld de Kaub, en raison d'une maladie dont il a effectivement souffert.
À la fin de la guerre, Aloyse Hentgen est élu à la tête du groupe du CSV. Entre 1948 et 1949, il est à l'origine des premières initiatives pour la création d'une organisation de jeunesse pour son parti dans le sud du pays. Le 14 juillet 1948, il est assermenté ministre des Affaires économiques et de l'Agriculture au sein du gouvernement Dupong-Schaus. En raison d'un accident vasculaire cérébral, il est contraint de démissionner le 2 septembre 1950.
Il meurt le 1er décembre 1953 à l'âge de 59 ans. Il est notamment le grand-père de Pit Hentgen, ancien directeur général puis président du conseil d'administration de la compagnie d'assurances Lalux.

## Décoration
- Commandeur de l'ordre de la Couronne de chêne (Luxembourg, 1952).
- Croix de la Résistance à titre posthume (Luxembourg, 1956).